# Schizonella elynae
Schizonella elynae är en svampart som först beskrevs av Axel Blytt, och fick sitt nu gällande namn av Liro 1936. Schizonella elynae ingår i släktet Schizonella och familjen Anthracoideaceae.   Inga underarter finns listade i Catalogue of Life.